# Bizaah
B'zaah (tiếng Ả Rập: بزاعة) Hoặc Bizeaa tiếng Ả Rập: بيزاعة, đã Latinh hoá: Beza'āh) là một thị trấn nằm 3 km (1,9 mi) về phía đông của thành phố al-Bab ở phía bắc trung tâm tỉnh Aleppo, tây bắc Syria. Đây là một phần hành chính của Nahiya al-Bab ở quận al-Bab. Thị trấn có dân số 12.718 theo điều tra dân số năm 2004. Cư dân của Bizaah chủ yếu là người Ả Rập và Thổ Nhĩ Kỳ với thiểu số người Kurd .

## Lịch sử
Trong thời Đế chế La Mã, thị trấn được gọi là Beselatha. Nó được đổi tên lại thành Buza'a vào thời Trung cổ.